# Яночко, Владимир
Владимир Яночко (словац. Vladimír Janočko; родился 2 декабря 1976 года, Кошице, Чехословакия) — словацкий футболист, полузащитник.

## Карьера
Яночко начал свою профессиональную карьеру в молодёжной команде «Кошице». В 1994 году Яночко был переведён в профессиональный состав команды. Он играл в клубе до начала 2000 года. В январе 2000 года он переехал в Грецию, чтобы играть в «Ксанти».
После сезона в Греции он отправился в Австрию играть за столичную «Аустрию». После очень успешного первого года в Австрии, где он стал футболистом года в 2002 году, его уровень игры стал слабее, и у Яночко начались конфликты с разными тренерами клуба. Причиной его плохих выступлений были также многочисленные травмы, в том числе разрыв передней крестообразной связки весной 2005 года, который вывел его из строя до ноября 2005 года. 9 мая 2006 года после победы со счётом 3:0 в Кубке Австрии над «Маттерсбургом» Яночко объявил, что он покинет «Аустрию».
13 июня 2006 года Яночко подписал контракт с «Ред Булл Зальцбург». Он изначально играл роль плеймейкера, но не смог закрепиться в основе, поэтому обычно находился на скамейке запасных. В 2007 году его команда завоевала титул чемпиона. В 2009 году этот подвиг повторился. В целом, он сыграл в сезоне 2008/09 16 матчей и забил пять голов. После того сезона на Яночко претендовал ЛАСК, но прежде он решил поехать на просмотр в «Адмира Ваккер Мёдлинг». После неудачного опыта первого сезона с «Адмирой» президент клуба Рихард Тренквальдер объявил о планах жёсткой экономии в новом сезоне, Яночко покинул клуб.
В январе 2011 года Яночко подписал контракт с любительским клубом «Леопольдсдорф». В 2013 году стал игроком «Земплина».
Владимир Яночко сыграл в общей сложности 41 матчей за сборную Словакии, забив три гола.